# Sonnenberg Gardens
Los Jardines sonnenberg (en inglés : Sonnenberg Gardens, también conocidos como Sonnenberg Gardens and Mansion State Historic Park) son una finca y jardines alrededor de 21 ha (52 acres) ubicados en 151 Charlotte Street, Canandaigua, Nueva York, EE. UU., en el extremo norte del lago Canandaigua, en los  Finger Lakes en la región de Upstate New York. La casa y los jardines se encuentran abiertos al público todos los días desde mayo a octubre. 
La propiedad fue una vez la finca de verano de Frederick Ferris Thompson, un banquero prominente de la Ciudad de Nueva York, y su esposa Maria Clark Thompson, cuyo padre, Myron Holley Clark, era entonces el Gobernador del Estado de Nueva York. Los Thompson compraron la propiedad de Sonnenberg en 1863 y substituyeron en 1887 el edificio original por una mansión de cuarenta habitaciones estilo Reina Ana. Los jardines Sonnenberg fueron diseñados y construidos entre 1902 y 1919, y originalmente estaban constituidos por nueve jardines en una diversidad de estilos.

## Jardines
Actualmente la mayoría de los jardines se encuentran restaurados, siendo:
- The Conservatory - Un complejo de invernaderos Lord & Burnham, edificado entre 1903 y 1915, y considerado uno de los complejos de invernaderos de residencias particulares más  importante de los Estados Unidos. El complejo incluye una bóveda de la Casa de la Palmera, con otras estructuras que incluyen orquídeas, cactus, y plantas tropicales.
- Jardín japonés - Consta de un paisaje japonés montañoso en miniatura, con la puerta torii. Se reconoce que su casa de té fue modelada según una antigua casa de té en Kioto, antes de que fuera destruida por el fuego la que fue su modelo.
- Sub Rosa Garden - Un jardín donde se combinan los colores verde y blanco, con diferentes estatuas de mármol blanco situadas sobre contraste verde de césped, boj, y  plantas siempreverdes. Tiene la fuente de Zeus, con Artemisa y Apolo.
- Rosaleda - Un belvedere con más  4,000 arbustos de rosas. Los lechos florales principales con predominio de los rojos, blancos y rosas; otros lechos florales tienen más variedad de color.
- Italian Garden -  Cuatro parterres hundidos dispuestos en diseño fleur-de-lis, delimitados por Taxus baccatas, con unas 15,000 plantas anuales en los lechos de cultivo. Construido en 1902.
- Blue & White Garden - Jardín que combina las flores blancas y azules con un árbol de Zelkova japonica en el centro.
- Pansy Garden - Plantado con variedades de guisantes.
- Moonlight Garden - En su mayoría flores blancas, que florecen al atardecer y son olorosas con muchas fragancias diferentes. Incluye heliotropos, plantas de tubérculos y verbenas.
- Old-Fashioned Garden (Jardín al viejo estilo) - Un jardín de diseño geométrico, delimitado por un boj recortado formando un diseño de quincunx con cinco círculos. Cada cuarto de sección es un círculo cruzado por sendas diagonales, y una pérgola atraviesa el quinto círculo.
- Rock Garden (Rocalla) - Anteriormente tres jardines (jardín de plantas silvestres, jardín de lirios, y la rocalla), completado en 1916, pero actualmente transformado en un jardín arbolado informal. Los senderos laterales atraviesan un cañón construido en piedra arenisca, con las oquedades naturales con plantas alpinas. Incluye arroyos de una longitud de 150 m, cascadass, y charcas con geyseres y manantiales.
- Reflecting Pond (estanque de reflejos) - Plantado con especímenes de árboles plantados por los invitados de Thompson.

## Mansión
Construida entre 1885 y 1887, la mansión de estilo « Queen Anne » (reina Ana) con 40 habitaciones, fue diseñada por Francis Allen, un reconocido arquitecto de Boston. Allen también diseñó y supervisó el remodelado de la mansión aproximadamente 15 años después de que fuera construida.
La fachada de la mansión en piedra rústica con piedra arenisca Medina, los techos y remates hechos de madera y estuco. La azotea está en pizarra con plomo y revestido de cobre.

## Otras Atracciones
Junto a los jardines y la mansión, la propiedad alberga el « Finger Lakes Wine Center », donde se exhiben una serie de vinos de producción local tanto para degustar como para comprar.  